# تشارلي غريني
تشارلي غريني (بالإنجليزية: Charlie Greene)‏ (7 أكتوبر 1959 بنيويورك في الولايات المتحدة - ) هو لاعب كرة قدم أمريكي في مركز الهجوم. لعب مع كاليفورنيا سيرف ‏ وبيتسبرغ سبيريت ‏ وCleveland Crunch ‏ وكليفلاند فورس ‏ وGeorgia Generals ‏ وHershey Impact ‏ وكنساس سيتي كومتس ‏ وMiami Americans ‏ وNew Jersey Rockets (MISL) ‏.